# Timothy O'Shannessey
Timothy "Tim" O'Shannessey (Burnie, Tasmània, 14 d'octubre de 1972) va ser un ciclista australià. Es va especialitzar en la pista on va guanyar una medalla olímpica i dos Campionat del món de persecució per equips.

## Palmarès
- 1993
  -  Campió del món de Persecució per equips (amb Stuart O'Grady, Billy Shearsby i Brett Aitken)
- 1994
  - Medalla d'or als Jocs de la Commonwealth en Persecució per equips (amb Stuart O'Grady, Bradley McGee i Brett Aitken)
- 1995
  -  Campió del món de Persecució per equips (amb Stuart O'Grady, Bradley McGee i Rodney Mcgee)
- 1996
  -  Medalla de bronze als Jocs Olímpics d'Atlanta en Persecució per equips (amb Dean Woods, Stuart O'Grady, Brett Aitken i Bradley McGee)